# Tiago Luís
Tiago Luís Martins, noto semplicemente come Tiago Luís (Ribeirão Preto, 13 marzo 1989), è un ex calciatore brasiliano, di ruolo attaccante.

## Caratteristiche tecniche
È un centravanti.

## Carriera
Cresciuto nel settore giovanile del Santos, ha esordito in prima squadra il 5 marzo 2008 disputando l'incontro di Coppa Libertadores vinto 1-0 contro il Guadalajara. Dopo alcuni prestiti negli anni successivi, fra cui all'União Leiria in Portogallo, è stato ceduto a titolo definitivo al Mirassol nel 2013.
Negli anni successivi ha militato fra prima e seconda divisione brasiliana fino al 2018, quando ha firmato per il Paysandu in Série C. Nel dicembre del 2019 si è trasferito al Rayong, in Thailandia.

## Palmarès

### Competizioni nazionali
- Coppa del Brasile: 1

Santos: 2010

### Competizioni statali
- Campionato Goiano: 2

Goiás: 2017, 2018